# Korków
Korków – dawna wieś, obecnie na terenie Ukrainy, rejonu czerwonogrodzkiego obwodu lwowskiego. Leżała między Warężem a Uhrynowem, nad Warężanką, blisko obecnej granicy państwowej.
W II Rzeczypospolitej od 1934 należała do zbiorowej wiejskiej gminy Waręż Miasto w powiecie sokalskim w woj. lwowskim. Po wojnie wieś weszła w skład powiatu hrubieszowskigo w woj. lubelskim jako jedna z 19 gromad gminy Waręż. W 1951 roku wieś wraz z mniejszą częścią gminy Waręż (którą równocześnie przekształcono w gminę Hulcze) została przyłączona do Związku Radzieckiego w ramach umowy o zamianie granic z 1951 roku. Znalazła się w pasie granicznym i została zlikwidowana.